# Tinença de Benifassà
La Tinença de Benifassà és una comarca històrica i natural del País Valencià que actualment es troba integrada en la comarca del Baix Maestrat a falta d'una llei de comarcalització, tot i que les relacions de la comarca han estat més intenses amb la dels Ports i les Terres de l'Ebre. De fet, els seus pobles formen part de la Mancomunitat dels Ports i de la Taula del Sénia.
Hi pertanyen els pobles de Castell de Cabres, la Pobla de Benifassà (que en l'actualitat disposen de municipalitat), el Bellestar, el Boixar, Coratxà, Fredes (integrats, aquests quatre, dins del municipi de la Pobla de Benifassà) i Bel (integrat dins del municipi de Rossell).
La Tinença és una de les comarques naturals del País Valencià en el mapa comarcal d'Emili Beüt, Comarques naturals del Regne de València, de l'any 1934.

## Història
Durant el període andalusí hi havia un castell que controlava la comarca, el castell de Beni-Hassan, d'on li ve el nom, les restes del qual encara perduren dempeus en el turó de Santa Escolàstica. Aquestes terres, conquerides cap a l'any 1230, van passar a ser administrades directament pel govern del Principat entre els anys 1260 i 1262, juntament amb la totalitat dels termes de Vallibona (dins de la comarca dels Ports) i Rossell. Amb aquesta adscripció, el Principat dominava la totalitat de la conca del riu Sénia.

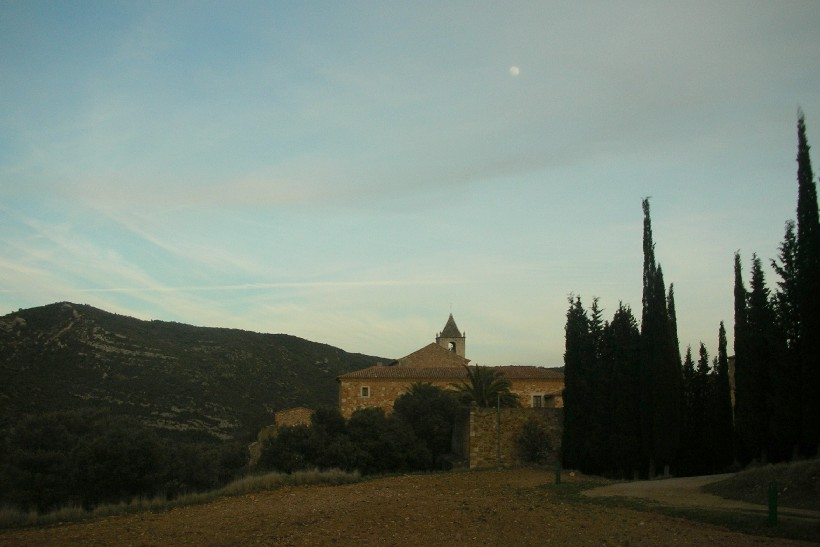
El monestir de Santa Maria de Benifassà

El rei Jaume I manà construir un monestir al costat del castell, que fou la primera fundació de l'orde del Cister al Regne de València. Tota la comarca pertangué en feu a l'abat del monestir, que hi va constituir una "tinença". Els límits amb Beseit no eren del tot clars i es va demanar que emetés un arbitratge per resoldre el litigi el duc d'Íxar, que donà la raó als beseitans, i per aquest motiu avui en dia encara es poden veure dins del terme de Beseit diverses creus del monestir de Benifassà tallades a les roques.
Un dels principals productes de la zona és la mel de gran qualitat, comercialitzada sota la denominació mel de la Tinença de Benifassà. La majoria de pobles de la comarca històrica han patit una forta pèrdua de població des de la segona meitat del segle xx, per l'abandonament progressiu de l'agricultura tradicional per part de la joventut local i els canvis en les formes de vida. Aquesta pèrdua de població ha determinat, entre altres causes, la desaparició de cinc ajuntaments de la comarca històrica. El monestir, declarat Monument Nacional el 1931, és ocupat per les monges cartoixanes de Sant Bru, la primera cartoixa femenina establerta a Espanya.
La Generalitat valenciana va declarar gran part de la comarca històrica parc natural el 19 de maig de 2006, amb el nom de Parc Natural de la Tinença de Benifassà.